# Саванновый заяц
Саванновый заяц (лат. Lepus microtis) — один из видов зайцев, обитающий в Африке.

## Описание
Заяц среднего размера весом от 1,5 до 3 килограммов, в среднем около 2 килограммов. Спина серо-коричневая, грудь, бока и ноги красновато-коричневые, брюхо белое. В высокогорьях, животные темнее и краснее, чем в низменных равнинах. Уши имеют чёрный кончик, а хвост чёрного цвета сверху и белый снизу. Это ночной вид. Живёт одиночками или небольшими группами из двух или трёх животных. Питается в основном травами.